# Moos in Passeier
Moos in Passeier är en ort och kommun i provinsen Sydtyrolen i regionen Trentino-Sydtyrolen i Italien. Kommunen hade 2 086 invånare (2018).